# Zlato pole
Zlato pole este o arie protejată (arie de protecție specială avifaunistică — SPA) din Bulgaria întinsă pe o suprafață de 408,97 ha, integral pe uscat.

## Localizare
Centrul sitului Zlato pole este situat la coordonatele 42°01′43″N 25°43′13″E / 42.028611°N 25.720278°E.

## Înființare
Situl Zlato pole a fost declarat arie de protecție specială avifaunistică în martie 2007 pentru a proteja 44 de specii de animale.

## Biodiversitate
Situată în ecoregiunea continentală, aria protejată nu include niciun habitat protejat.
La baza desemnării sitului se află mai multe specii protejate de  păsări (44): uliu cu picioare scurte (Accipiter brevipes), pescăruș albastru (Alcedo atthis), rață lingurar (Anas clypeata), rață pitică (Anas crecca), rață mare (Anas platyrhynchos), rață cârâitoare (Anas querquedula), acvilă țipătoare mică (Aquila pomarina), stârc cenușiu (Ardea cinerea), stârc galben (Ardeola ralloides), rață roșie (Aythya nyroca), șorecarul comun (Buteo buteo),  prundaș gulerat mic (Charadrius dubius), barză neagră (Ciconia nigra), șerpar (Circaetus gallicus), erete de stuf (Circus aeruginosus), erete vânăt (Circus cyaneus), dumbrăveancă (Coracias garrulus), lebădă de iarnă (Cygnus cygnus), lebădă de vară (Cygnus olor), ciocănitoare de grădină (Dendrocopos syriacus), egretă albă (Egretta alba), egretă mică (Egretta garzetta), presură de grădină (Emberiza hortulana), șoimul rândunelelor (Falco subbuteo), vânturel roșu (Falco tinnunculus), lișiță (Fulica atra), becațină comună (Gallinago gallinago), găinușă de baltă (Gallinula chloropus), stârc pitic (Ixobrychus minutus), sfrâncioc roșiatic (Lanius collurio), sfrânciocul cu frunte neagră (Lanius minor), pescăruș argintiu (Larus cachinnans), pescăruș râzător (Larus ridibundus), prigoare (Merops apiaster), gaia neagră (Milvus migrans), stârc de noapte (Nycticorax nycticorax), viespar (Pernis apivorus), cormoran mare (Phalacrocorax carbo), cormoran mic (Phalacrocorax pygmeus), cristei de baltă (Rallus aquaticus), chiră de baltă (Sterna hirundo), corcodel mic (Tachybaptus ruficollis), fluierarul de zăvoi (Tringa ochropus), fluierarul cu picioare roșii (Tringa totanus)
Pe lângă speciile protejate, pe teritoriul sitului au mai fost identificate 10 specii de păsări.